# Paranthrene chalcochlora
Paranthrene chalcochlora là một loài bướm đêm thuộc họ Sesiidae. Nó được biết đến ở Zambia.